# Андрій Кіше
Андрій Кіше (псевдонім — Kishe, справжнє ім'я — Андрій Свирський) — український співак, телеведучий, шоу-мен, продюсер. Працював ведучим на музичному телеканалі М1.

## Біографія
Андрій Кіше народився 7 вересня 1976 року в музичній сім'ї: його мати одинадцять років працювала в Ляльковому театрі. Закінчив хореографічний відділ училища культури. 8 років займався хореографією. Кар'єру співака розпочав у 2002 році. Влітку 2006 року вийшов його дебютний альбом «Течія». Андрій знявся в популярному серіалі «Повернення Мухтара-4». У 2009 році зняв кліп з Поліною Гріффітс «На межі». У березні 2010 року брав участь у вокальному шоу «Народна зірка» на телеканалі «Україна». Також знявся у програмі «Міняю жінку» на 
телеканалі  «1+1».

## Нагороди
- 2020 — Top Hit Music Awards, перемога у номінації «Відкриття року»